# Lee Seong-ae
Lee Seong-ae (koreanisch 이성애; * 2. Dezember 1962 in Chuncheon) ist eine ehemalige südkoreanische Eisschnellläuferin.
Lee startete international erstmals bei den Juniorenweltmeisterschaften 1979 in Grenoble, wobei sie den 15. Platz im Mini-Mehrkampf. In der Saison 1979/80 kam sie bei den Juniorenweltmeisterschaften 1980 in Assen erneut auf den 15. Platz im Mini-Mehrkampf und belegte bei den Olympischen Winterspielen im Februar 1980 in Lake Placid den 30. Platz über 1000 m, den 26. Rang über 1500 m sowie den 24. Platz über 3000 m. Letztmals international nahm sie an den Juniorenweltmeisterschaften 1981  in Elverum teil und errang dabei den 20. Platz im Mini-Mehrkampf.

## Persönliche Bestleistungen
| Disziplin | Zeit        | Datum             | Ort         |
| --------- | ----------- | ----------------- | ----------- |
| 500 m     | 44,60 s     | 28. Februar 1981  | Elverum     |
| 1000 m    | 1:30,96 min | 25. Februar 1979  | Grenoble    |
| 1500 m    | 2:19,40 min | 10. Februar 1980  | Lake Placid |
| 3000 m    | 4:57,89 min | 19. Dezember 1980 | Fujiyoshida |